# Juraj Herz
Juraj Herz (Kežmarok, 4 de setembre de 1934 - Praga, 8 d'abril de 2018) va ser un director, actor i guionista txec associat al moviment Nova Ona Txecoslovaca dels anys 1960. Conegut sobretot per les seves pel·lícules de terror, va cobrar renom pel seu film de 1969 Spalovac mrtvol, pel·lícula citada com un dels millors films de Txecoslovàquia.

## Biografia
Herz va néixer dins d'una família jueva. Durant la Segona Guerra Mundial va ser enviat al camp de concentració de Ravensbrück, experiència que va quedar gravada en la seva memòria i que va plasmar més tard en algunes de les seves pel·lícules.
Acabada la guerra va estudiar a l'Escola d'Art Industrial de Bratislava, on es va especialitzar en fotografia, després va fer estudis de direcció i marionetes a l'Acadèmia de les Arts Escèniques de Praga (DAMU).
Al començament de la dècada de 1960 va ser actor al Teatre "Semafor" de la capital txeca, i després va exercir com a assistent de direcció en els estudis de cinema de Barrandov.
Herz va emigrar (per motius de censura cinematogràfica) en 1987 a Alemanya, on va treballar sobretot per a la Televisió. Després de la Revolució de Vellut de 1989 va tornar a Txecoslovàquia i va viure principalment a Praga.

## Carrera de cineasta
Herz va ser autodidacta com a director. Gran part del seu treball inicial mostra la seva disposició a experimentar amb estils d'edició i tècniques de muntatge audaços a mesura que aprenia a mesura que avançava. En la indústria, va treballar amb Ján Kadár (Obchod na korze, 1965) i Zbyněk Brynych (Transport z ráje, 1962), servint en totes dues pel·lícules com a director de segona unitat.
És autor de més de 25 llargmetratges, molts dels quals van obtenir premis en els festivals de prestigi, als festivals de Karlovy Vary, Chicago o Montecarlo.
No hi ha dues pel·lícules iguals, per la qual cosa és difícil identificar la seva signatura. No obstant això, les seves pel·lícules sempre garanteixen una cosa enginyosa, audaç i diferent a qualsevol altra cosa del seu temps i lloc. Aquest aspecte del seu treball és més evident la seva obra d'època Petrolejové Lampy <81971), així com la seva bella adaptació expressionista de Guy de Maupassant, Sladké hry minulého léta (1970), o el seu tràgic Den pro mou lásku (1977), que aborda el tema de la pèrdua infantil.
Herz va fer la seva gran pel·lícula el 1969, Spalovac mrtvol, basada en la novel·la de Ladislav Fuks, protagonitzada per l'actor Rudolf Hrusínský, on mostra que l'horror prové de l'absurd o grotesc. La pel·lícula prohibida pel règim comunista poc després de la primavera de Praga en 1968. Malgrat això, Herz va continuar treballant, tant dins com fora del cinema txecoslovac.
Va deixar un important llegat al cinema txecoslovac, gran part del qual encara no s'ha explorat fora del seu país natal.

## Filmografia selecta
- Sběrné surovosti, (1965)
- Znamení raka, (1965)
- Spalovac mrtvol (S1969)
- Sladké hry minulého léta (1970)
- Petrolejové lampy (1971)
- Morgiana (1972)
- Den pro mou lásku (1976)
- Panna a netvor (1978)
- Deváté srdce (1979)
- Upír z Feratu (1982)
- Zastihla Mě Noc (1986)
- Wolfgang Amadeus Mozart (1991)
- T.M.A. (2009)
- Habermannův mlýn (2010)